# Светско првенство у атлетици у дворани 2014 — троскок за жене
Троскок у женској конкуренцији на Светском првенству у атлетици у дворани 2014.  одржано је 7. и 8. марта у Ерго Арени у Сопот (Пољска).
Титулу освојену у Истанбулу 2012, није бранила Јамиле Алдама из Уједињеног Краљевства.

## Земље учеснице
Учествовало је 11 такмичарки из 10 земаља.
1. Белорусија (1)
2. Бразил (1)
3. Кина (1)
4. Куба (1)
5. Јамајка (1)
6. Пољска (1)
7. Португалија (1)
8. Русија (2)
9. Словачка (1)
10. Украјина (1)

## Освајачи медаља
|                          |                        |                           |
| Јекатерина Конева Русија | Олга Саладуха Украјина | Кимберли Вилијамс Јамајка |

## Рекорди пре почетка Светског првенства 2014.
Стање 6. март 2014. 
| Светски рекорд             | Татјана Лебедева, Русија   | 15,36 | Будимпешта, Мађарска | 6. март 2004.    |
| Рекорд светских првенстава | Татјана Лебедева, Русија   | 15,36 | Будимпешта, Мађарска | 6. март 2004.    |
| Најбољи резултат сезоне    | Јекатерина Конева, Русија  | 14,65 | Москва, Русија       | 30. јануар 2014. |
| Афрички рекорд             | Јамиле Алдама, Судан       | 14,90 | Будимпешта, Мађарска | 6. март 2004.    |
| Азијски рекорд             | Олга Рипакова, Казахстан   | 15,14 | Доха, Катар          | 13. март 2010.   |
| Североамерички рекорд      | Јархелис Савињ, Куба       | 15,05 | Валенсија, Шпанија   | 8. март 2008.    |
| Јужноамерички рекорд       | Кеила Коста, Бразил        | 14,11 | Москва, Русија       | 10. март 2006.   |
| Европски рекорд            | Татјана Лебедева, Русија   | 15,36 | Будимпешта, Мађарска | 6. март 2004.    |
| Океанијски рекорд          | Никол Младенис, Аустралија | 13,31 | Москва, Русија       | 10 март 2006.    |

### Најбољи резултати у 2014. години
Десет најбољих атлетичарки године у троскоку у дворани пре почетка првенства (6. марта 2014), имале су следећи пласман.
| 1.  | Јекатерина Конева, Русија     | 14,65 | 30. јануар  |
| =1. | Олга Саладуха, Украјина       | 14,65 | 21. фебруар |
| 3.  | Патрисија Мамона, Португалија | 14,63 | 23. фебруар |
| 4.  | Ксенија Дзјацук Белорусија    | 14,34 | 8. фебруар  |
| 5.  | Кимберли Вилијамс, Јамајка    | 14,26 | 25. јануар  |
| 6.  | Ирина Гумењук, Русија         | 14,25 | 25. јануар  |
| 7.  | Кристин Гириш Немачка         | 14,24 | 19. јануар  |
| 8.  | Ирина Коско, Русија           | 14,09 | 25. јануар  |
| =8. | Вероника Мосина, Русија       | 14,09 | 8. фебруар  |
| 10. | Ли Јенмеи Кина                | 14,00 | 15. фебруар |

Такмичарке чија су имена подебљана учествују на СП 2014.

## Квалификациона норма
| дворана или отворено |
| -------------------- |
| 14,25 м              |

## Сатница
| Датум        | Време | Ниво          |
| ------------ | ----- | ------------- |
| 7. март 2014 | 11:00 | Квалификације |
| 8. март 2014 | 18:05 | Финале        |

## Стартна листа
Табела представља листу такмичарки у троскоку са њиховим најбољим резултатом у сезони 2014, личним рекордом и националним рекордом земље коју представљају (пре почетка првенства).
|     | СБр | Атлетичарка                   | ЛРС   | ЛРд   | НРд   |
| --- | --- | ----------------------------- | ----- | ----- | ----- |
| 1.  | 767 | Ана Јагаћак, Пољска           | 13,69 | 13,78 | 14,16 |
| 2.  | 844 | Олга Саладуха, Украјина       | 14,65 | 14,88 | 14,88 |
| 3.  | 824 | Дана Велдјакова, Словачка     | 13,90 | 14,40 | 14,40 |
| 4.  | 805 | Вероника Мосина, Русија       | 14,09 | 14,30 | 15,36 |
| 5.  | 801 | Јекатерина Конева, Русија     | 14,65 | 14,65 | 15,36 |
| 6.  | 638 | Јаријана Мартинез, Куба       | —     | 14,04 | 15,05 |
| 7.  | 613 | Ксенија Дзјацук, Белорусија   | 14,34 | 14,48 | 14,48 |
| 8.  | 724 | Кимберли Вилијамс, Јамајка    | 14,26 | 14,39 | 14,84 |
| 9.  | 630 | Ли Јенмеи, Кина               | 14,00 | 14,27 | 14,40 |
| 10. | 619 | Кејла Коста, Бразил           | 13,69 | 14,11 | 14,11 |
| 11. | 782 | Патрисија Мамона, Португалија | 14,36 | 14,36 | 14,36 |

## Резултати

### Квалификације
Норма за улазак у финале била је 14,30 м. Норму су скочиле две такмичарки (КВ), а шест их се квалификовало према постигнутом резултату (кв).
| Поз. | Атлетичарка       | Земља       | 1.    | 2.    | 3.    | Резултат | Нап.    |
| ---- | ----------------- | ----------- | ----- | ----- | ----- | -------- | ------- |
| 1.   | Кимберли Вилијамс | Јамајка     | 14,35 |       |       | 14,35    | КВ, ЛРС |
| 2.   | Олга Саладуха     | Украјина    | 14,31 |       |       | 14,31    | КВ      |
| 3.   | Јекатерина Конева | Русија      | 14,13 | 14,20 | 14,20 | 14,20    | кв      |
| 4.   | Дана Велдјакова   | Словачка    | х     | 14,10 | х     | 14,10    | кв, ЛРС |
| 5.   | Јаријана Мартинез | Куба        | 13.78 | 14,03 | 14,04 | 14,04    | кв      |
| 6.   | Ксенија Дзјацук   | Белорусија  | 13,47 | 13,97 | 13,83 | 13,97    | кв      |
| 7.   | Патрисија Мамона  | Португалија | х     | 13,83 | х     | 13,83    | кв      |
| 8.   | Ли Јенмеи         | Кина        | 13,76 | 13,51 | 13,69 | 13,76    | кв      |
| 9.   | Вероника Мосина   | Русија      | 13,57 | 13,35 | 13,68 | 13,68    |         |
| 10.  | Кејла Коста       | Бразил      | 13,64 | 13,47 | х     | 13,64    |         |
| 11.  | Ана Јагаћак       | Пољска      | х     | 13,57 | 13,41 | 13,57    |         |

### Финале
Све финалисткиње су извеле по 6 скокова.
| Место | Атлетичарка       | Земља       | 1.    | 2.    | 3.    | 4.    | 5.    | 6.    | Резултат | Белешка |
| ----- | ----------------- | ----------- | ----- | ----- | ----- | ----- | ----- | ----- | -------- | ------- |
|       | Јекатерина Конева | Русија      | 13,96 | 14,46 | 14,07 | х     | 14,30 | х     | 14,46    |         |
|       | Олга Саладуха     | Украјина    | 14,28 | 14,38 | 14,41 | 14,45 | 14,40 | 14,22 | 14,45    |         |
|       | Кимберли Вилијамс | Јамајка     | 14,27 | 14,34 | х     | 14,23 | х     | 14,39 | 14,39    | ЛРС     |
| 4     | Патрисија Мамона  | Португалија | х     | 14,26 | 14,22 | х     | х     | 14,25 | 14,26    |         |
| 5     | Ли Јенмеи         | Кина        | 14,19 | 13,77 | х     | 13,53 | 13,90 | 13,81 | 14,19    | ЛРС     |
| 6     | Ксенија Дзјацук   | Белорусија  | 14,02 | х     | 13,66 | 14,13 | 13,73 | 13,83 | 14,13    |         |
| 7     | Јаријана Мартинез | Куба        | 13,90 | 13,88 | 13,90 | 13,99 | х     | 13,66 | 13,99    |         |
| 8     | Дана Велдјакова   | Словачка    | х     | х     | 13,63 | 12,23 | х     | 13,75 | 13,75    |         |